# Porto Rotondo
Porto Rotondo is een plaats (frazione) in de Italiaanse gemeente Olbia.